# عضلة حرقفية ضلعية
العضلة الحرقفية الضلعية (بالإنجليزية: Iliocostalis) هي إحدى العضلات الناصبة للفقار، تمتد من الوجه الظهري للعجز إلى النواتئ المعترضة للفقرات الرقبية الأربع السفلية، وتتكون من ثلاثة حزم: الحرقفية الضلعية القطنية، الحرقفية الضلعية الصدرية، والحرقفية الضلعية العنقية.